# Гумилевский, Александр Павлович
Александр Павлович Гумилевский (28 августа 1882, Симбирск — 24 февраля 1959, Новосибирск) — русский и советский врач, один из организаторов акушерско-гинекологической службы Новониколаевска/Новосибирска, главный акушер-гинеколог города, заслуженный врач РСФСР (1944).

## Биография
Родился 28 августа 1882 года в Симбирске. Из семьи адвоката. Окончил Симбирскую гимназию, после чего поступил на медицинский факультет Казанского университета, но был отчислен в 1905 году после участия в студенческих беспорядках.
С 1906 по 1909 год обучался в Московском университете, откуда вышел в звании лекаря. Служил врачом в 24-м пехотном Симбирском полку, затем — на санитарно-гигиенической станции. В 1911 направлен в Высшую Медицинскую Академию, где посещал курсы профессора Д. О. Отта при акушерской клинике; в 1912 году — в гусарский Александровский полк в Самару; в 1913 — в казанский военный госпиталь на соискание степени доктора медицины.
С 1914 года назначен старшим врачом военно-санитарного поезда, позднее присвоенного Красной Армией. В 1918 года снят с военной службы по состоянию здоровья.
С 1919 года работал городским санитарным врачом в Новониколаевске, участвовал в борьбе с эпидемией тифа. В 1920—1946 годах занимал должность главного врача в Центральном роддоме. В 1923 году добился организации в городе акушерско-гинекологической службы профессионального уровня.
Принимал активное участие в создании новых роддомов, работал консультантом здравотдела по вопросам родовспоможения.
В 1950 году прошёл аттестацию на акушера-гинеколога 1-й категории и стал главным акушером-гинекологом Новосибирска.
Умер 24 февраля 1959 года в Новосибирске. Похоронен на Заельцовском кладбище.

## Изобретения
В 1949 году изготовил прямые акушерские щипцы, которые были испытаны в новосибирских и московских родильных домах. В 1958 году устройство было признано полезным для практического применения и одобрено Техническим советом МЗ СССР для массового производства.

## Награды
Грамоты «За самоотверженность в поручаемой работе» (1931), «За плодотворную работу по охране материнства и младенчества в течение 25 лет» (1944), медаль «За доблестный труд в Великой Отечественной войне 1941—1945 гг.» (1946).

## Память
В 1999 году в память о враче роддому № 1 Железнодорожного райздравотдела присвоено новое название — Центр планирования семьи и репродукции имени А. П. Гумилевского.